# Aaskov község
Aaskov község (dánul: Aaskov Kommune) egy megszűnt község (kommune, helyi önkormányzattal rendelkező közigazgatási egység) Dániában, Ringkjøbing megyében.
A 2007. január 1-jén életbe lépő közigazgatási reform során Aulum-Haderup és Trehøje községekkel együtt Herning községhez csatolták.